# Moviment Progressista Turcman
Moviment Progressista Turcman (turc: Hareket Al Turkmen al Takdumi, anglès: Turkmen Progressive Movement) fou una organització dels turcmans iraquians establerta el 1970 sent els principals dirigents Abdullatif Bender Oglu, Khayrullah Kasim Daquqlu i Tarik Abdulbaki; més tard s'hi van incorporar Mohammed Ismail, Ramzi Chaoish i Sahib Hasan.